# Tourisme en Chaudière-Appalaches
 (novembre 2011).

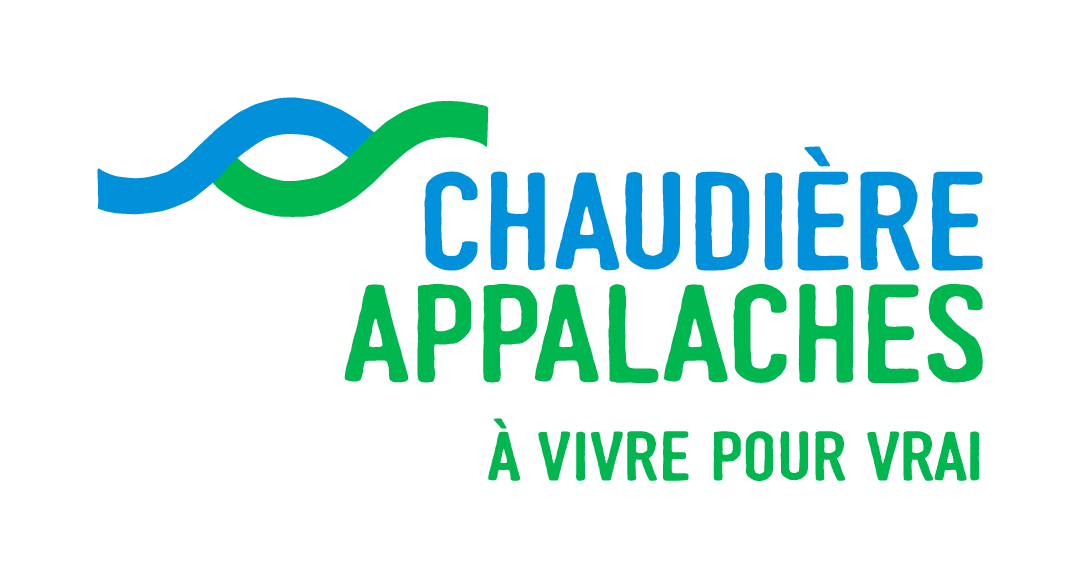
Logo de Tourisme Chaudière-Appalaches

Cet article traite de différents aspects du tourisme en Chaudière-Appalaches, une région administrative du Québec, située sur la rive sud du fleuve Saint-Laurent, face à la ville de Québec.
Le tourisme est l’une des activités économiques les plus importantes de la région.

## Situation géographique
La région de Chaudière-Appalaches est située sur la rive sud du fleuve Saint-Laurent face à la région de la ville de Québec, et elle s'étend des rives du fleuve jusque dans les Appalaches près des frontières américaines, plus précisément avec l'état du Maine. Elle est traversée par la rivière Chaudière qui parcourt tout le secteur de la Beauce et qui se rend jusqu'au lac Mégantic dans la région avoisinante des Cantons-de-l'Est. La route des navigateurs (route 132) passe également à travers la région en longeant le fleuve de Lotbinière jusqu'à la Côte-du-Sud en passant par Lévis, Bellechasse et par le secteur de Montmagny et les Îles. Cette région est l’une des plus vieilles au pays et renferme de nombreuses richesses patrimoniales et historiques. Ses grands espaces verts servent à participer aux activités de détente et de plein air.

## Importance du tourisme
Le tourisme est très important pour la région de Chaudière-Appalaches[réf. nécessaire], c’est l’un des principaux marchés économiques.  

### Les sous-régions (secteurs touristiques)
La région touristique de Chaudière-Appalaches est composée de 8 sous-régions, aussi appelés les secteurs touristiques : 
- Lotbinière
- Thetford
- Lévis
- Bellechasse
- Beauce
- Les Etchemins
- Montmagny et les Îles
- L'Islet

### Caractéristiques de la région
Le tourisme plein air est très présent. Les touristes pourront découvrir le sirop d’érable pendant le temps des sucres. Tous les sites historiques et patrimoniaux permettront d’en apprendre davantage sur l’histoire de la région. Aussi, les moulins sont des attraits touristiques très populaires. De plus, elle regroupe plusieurs des plus beaux villages du Québec, dont Saint-Jean-Port-Joli, village reconnu pour ses artisans. Le Musée maritime du Québec de L'Islet présente des modèles réduits des plus grands bateaux de l'histoire ainsi que trois bateaux-musées à visiter.

### Routes principales et circuits touristiques
Deux routes touristiques traversent la Chaudière-Appalaches. Il y a la Route des Navigateurs (route 132) qui longe le fleuve. Une seconde route touristique, la Route de la Beauce, traverse, du nord au sud, le secteur de la Beauce.
Plusieurs autres routes provinciales passent également par les territoires de Chaudière Appalaches, entre autres la 171, la 175 et la 173 qui relient Lévis et la Beauce, la 116 qui relie Lévis et Lotbinière, ainsi que la 112 qui relie Thetford et la Beauce.
L'autoroute 20 (Jean-Lesage) parcourant la région d'est en ouest parallèlement à la 132 est l'axe routier majeur de la région, suivit par l'Autoroute 73 (Robert-Cliche) qui parcourt la Beauce du nord jusqu'au sud.

### Statistiques
Voici les Statistiques de la performance touristique en Chaudière–Appalaches en 2008, d’après Tourisme Québec[réf. souhaitée].
| Marchés          | Volumes   | Dépenses    | Nuitées   |
| ---------------- | --------- | ----------- | --------- |
| Québec           | 988 000   | 135 000 000 | 2 877 000 |
| Autres provinces | 29 000    | 14 000 000  | 63 000    |
| États-Unis       | 50 000    | 14 000 000  | 144 000   |
| Autres pays      | 22 000    | 9 000 000   | 149 000   |
| Total            | 1 089 000 | 172 000 000 | 3 233 000 |

## Festivals et événements
- Festival de Musique Beauce Rock[1]
- Festivent Ville de Lévis
- La route des créateurs de la MRC de Bellechasse à St-Lazare de Bellechasse
- Le festival du film de St-Séverin en Beauce
- Festival de l'oie blanche à Montmagny
- La fête des Chants de Marins de St-Jean-Port-Joli
- Salon des artistes et artisans de la Beauce à St-Joseph
- Les Festivités Western de St-Victor en Beauce
- Nashville en Beauce
- Le noël magique de St-Flavien
- Voir d'autres événements dans la région

## Office du tourisme et bureaux d'information touristique
La maison régionale du tourisme de Chaudière-Appalaches se retrouve en bordure de l'Autoroute 20 à Lévis (St-Nicolas). À la maison régionale du tourisme, on y retrouve des bureaux administratifs de l'ATR (association touristique régionale) de Chaudière-Appalaches ainsi qu'un bureau d'information touristique qui offre aux visiteurs de l'information détaillée sur toute la région de la Chaudière Appalaches et un peu d'information sur la région de Québec en collaboration avec l'office du tourisme de Québec, ainsi qu'une information brève sur toutes les autres régions de la province. On y retrouve également d'autres bureaux d'information touristique dans presque tous les secteurs de la région qui offrent de l'information encore plus détaillée sur chacun des secteurs. Parmi ces bureaux, on en retrouve un à Thetford Mines, à Sainte-Marie, à Montmagny, à St-Jean-Port-Joli, à Tourville, à Ste-Lucie-de-Beauregard et à plusieurs autres endroits stratégiques répartis un peu partout dans la région. 